# ジェイソン・マッカーシー
ジェイソン・マッカーシー（Jason Mccarthy, 1995年11月7日 - ）は、イングランド・サウサンプトン出身のサッカー選手。ウィコム・ワンダラーズFC所属。ポジションはDF。

## 経歴
2014年12月26日のクリスタル・パレスFC戦でデビューした。
2015年10月、ウィコム・ワンダラーズFCに2月まで期限付き移籍した。2016年6月28日にはウォルソールFCに期限付き移籍した。
2017年6月13日、バーンズリーFCと3年契約を結んだ。
2018年8月9日、ウィコム・ワンダラーズFCに3年契約で移籍した。
2019年7月30日、ミルウォールFCに3年契約で移籍した。2020年1月18日にウィコムに期限付き移籍で復帰した。
2020年8月20日、ウィコムと3年契約を結んで4度目の加入を果たした。